# Sühnestein von Gingst

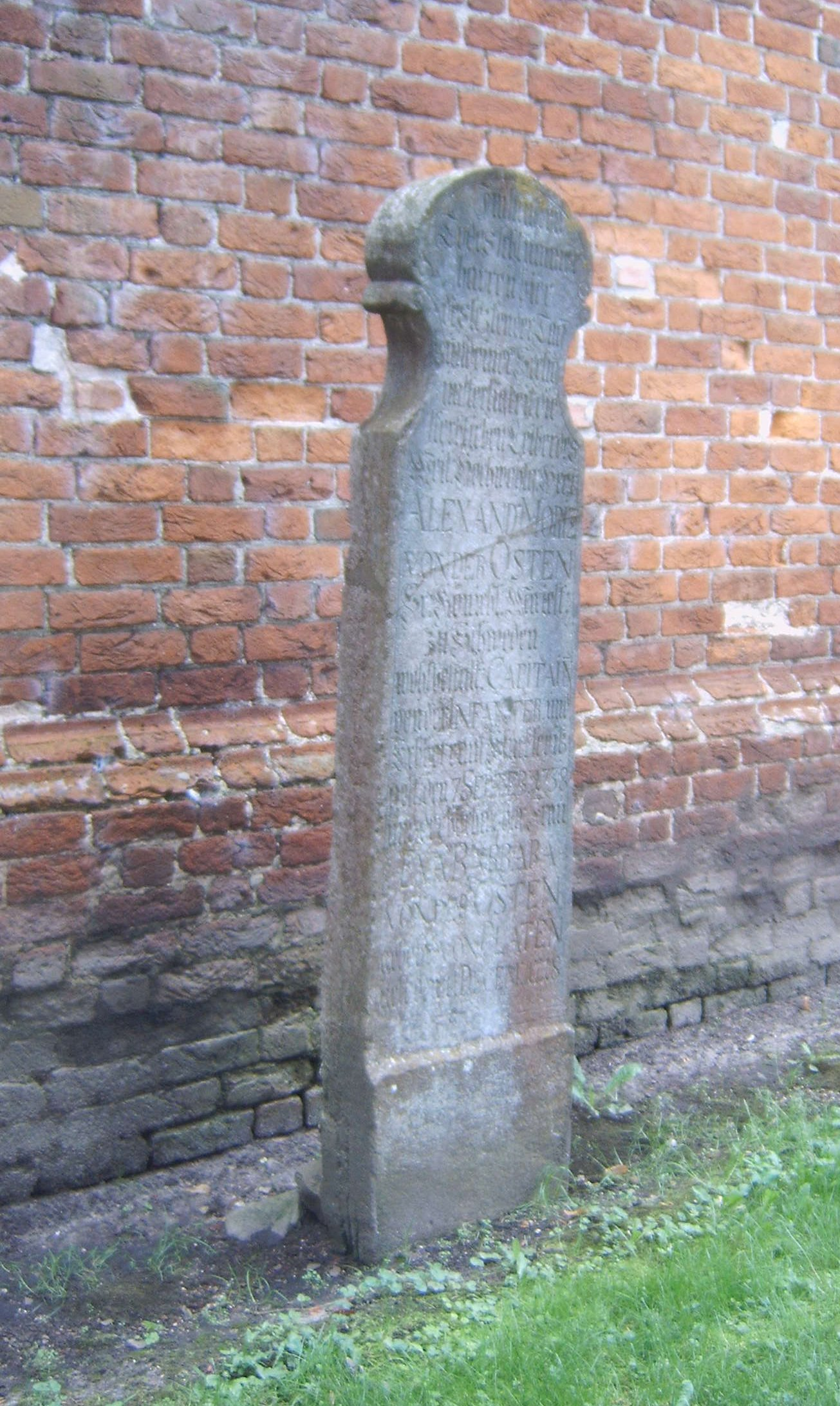
Sühnestein von Gingst als Grabstele

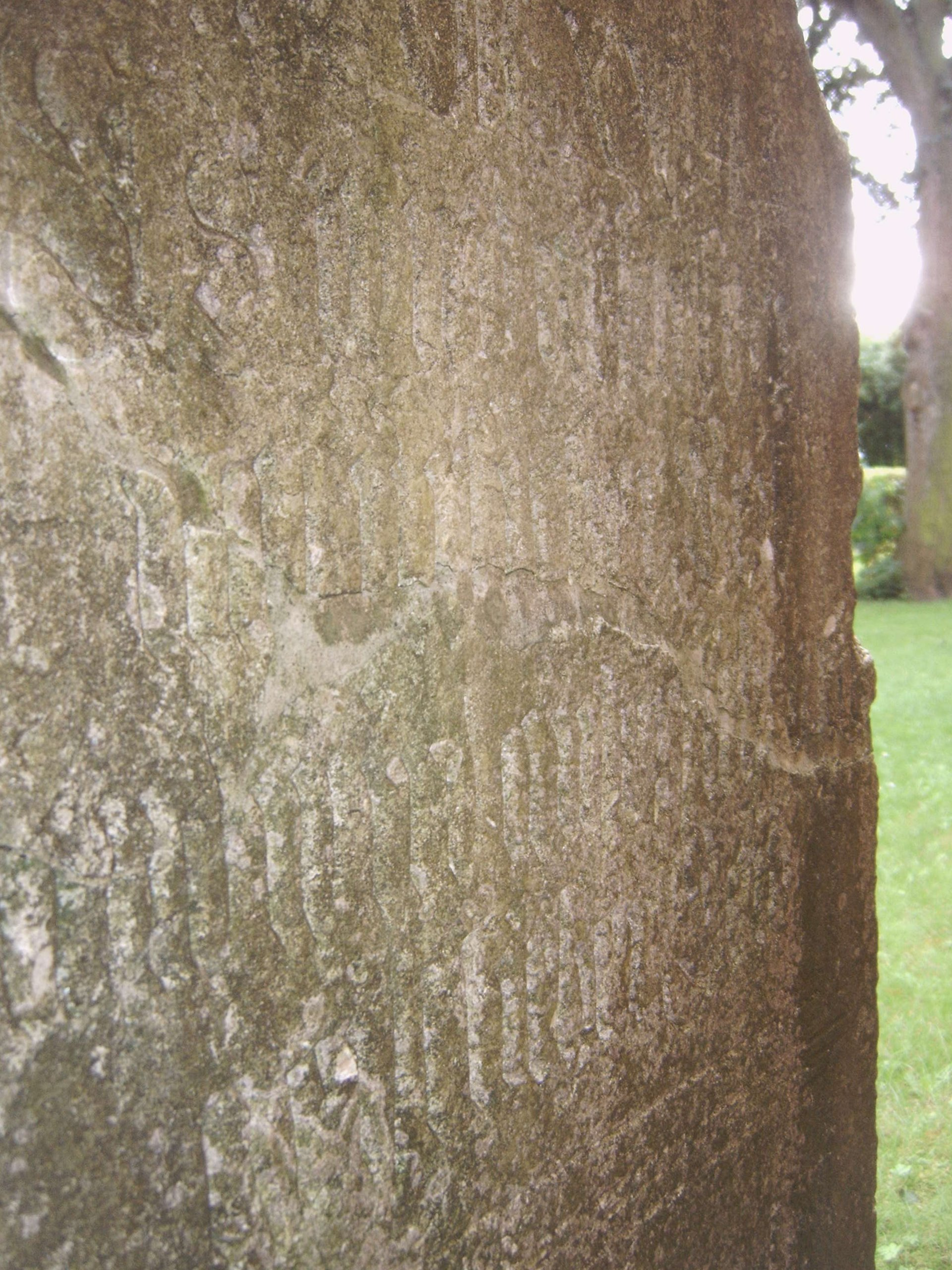
Rückseite der Grabstele mit Inschriften

Als Sühnestein von Gingst werden die Fragmente eines Sühnesteins bezeichnet, der sich östlich des Chors der Sankt-Jacob-Kirche in Gingst auf der Ostseeinsel Rügen befindet. Der aus Kalkstein gefertigte Stein erinnerte ursprünglich an die Ermordung des Pfarrers Laurentius Krintze im Jahr 1554.  

## Pfarrermord
Krintze war der erste evangelischen Pfarrer der Gemeinde Gingst. Die Pfarrstelle besaß er zu Pachtrecht: Ihm standen die Einkünfte aus verpachteten kirchlichen Äckern als Entlohnung für seinen Dienst zu (siehe Pfründe). Der Täter und der genaue Tathergang sind nicht sicher bekannt. In zwei unterschiedlichen Überlieferungen wird jeweils ein anderer Täter benannt. Nach einer Version war der Täter der Edelmann Sambur Preetz aus Silenz. Er soll den Pastor bei einem Streit um rückständige Zahlungen an die Kirche am äußeren Rande des Gingster Friedhofes mit einer Zinnkanne erschlagen haben. An dieser Stelle wurde dann später der Sühnestein errichtet. Nach der anderen Version war ein Bauer namens Hans Lekute der Täter. Unter dem Aspekt, dass der teure Sühnestein von der Familie eines Pachtbauern vermutlich nicht zu finanzieren gewesen wäre, wird die Täterschaft des Edelmanns für wahrscheinlicher gehalten.

## Umnutzung
Der Sühnestein befand sich dann für ungefähr 150 Jahre am Tatort auf dem Gingster Friedhof. Um das Jahr 1700 wurde der Stein unabsichtlich in mehrere Teile zerbrochen, als Bauernknechte einen Fuder Strauchholz über den Friedhof fuhren. Die beschädigte Kalksteinplatte wurde wieder zusammengesetzt und 1718 als Grabstein für Moritz Alexander von der Osten und seine Ehefrau verwendet. In dieser Form steht der Stein noch heute hinter der Kirche.